# Saptakoshi
Saptakoshi (Nepali सप्तकोशी) ist eine Stadt (Munizipalität) im östlichen Terai Nepals im Distrikt Saptari.
Saptakoshi liegt westlich des Koshi-Flusses.
Die Stadt entstand Ende 2014 durch Zusammenlegung der Village Development Committees Phattepur, Kamalpur und Odraha.
Das Stadtgebiet umfasst 60,2 km².

## Einwohner
Bei der Volkszählung 2011 hatten die VDCs, aus welchen die Stadt Saptakoshi entstand, 21.131 Einwohner (davon 10.018 männlich).